# 2008 LC18
2008 LC18 هو كويكب، يقع ضمن طروادة نبتونية. اكتشف في 7 يونيو 2008. وقد اكتشفه سكوت شيبارد.، ووقد اكتشفه تشاد تروخيو.

## روابط خارجية
- 2008 LC18 في قاعدة بيانات مختبر الدفع النفاث لأجرام النظام الشمسي الصغيرة

- الاكتشاف · مخطط المدار ·  العناصر المدارية · المعلمات المادية

- 2008 LC18 على موقع ويكي سكاي: DSS2, SDSS, GALEX, IRAS, Hydrogen α, X-Ray, Astrophoto, Sky Map, Articles and images